# 박성준 (축구 선수)
박성준(한국 한자: 朴星俊,, 1991년 8월 26일 ~ )은 대한민국의 전 축구 선수이며, 현 풋살 선수이다.

## 수상 내역
- 한화생명 2020-2021 FK 드림리그 득점상: 2021
- 한화생명 2020-2021 FK 슈퍼리그 우승: 2021
- 한화생명 FK컵 우승: 2022[1]